# Stanwood Motor Car Company
Stanwood Motor Car Company war ein US-amerikanischer Hersteller von Automobilen.

## Unternehmensgeschichte
Das Unternehmen wurde 1920 in St. Louis in Missouri gegründet. N. D. Thompson Jr. war Präsident, L. W. Cranshaw Sekretär, Leslie H. Thompson Schatzmeister, John D. Lazar Produktionsmanager, Norman Daut Werbemanager und Fred H. Berger Chefingenieur. Sie begannen mit der Produktion von Automobilen. Der Markenname lautete Stanwood. 1922 endete die Produktion.
Das Unternehmen stellte im ersten Produktionsjahr 303 Fahrzeuge her. Im Folgejahr waren es 178 und im letzten Jahr 161. In der Summe sind das 642 Fahrzeuge. Eine andere Quelle schätzt 250 bis 300 Fahrzeuge in der gesamten Zeit.

## Fahrzeuge
Im Angebot stand nur ein Grundmodell. Viele Teile wurden zugekauft. Der Motor mit 55 PS Leistung stammte von der Continental Motors Company. Es war ein Sechszylindermotor vom Typ 7 R. Die Kraftübertragung kam von Grant-Lees und die Kupplung von Borg & Beck. Das Fahrgestell hatte 300 cm Radstand.
1920 gab es das Model A-20. Der Aufbau war ein offener Tourenwagen mit fünf Sitzen.
1921 folgte das Model A-21.
1922 wurde daraus das Model A-22. Ein Roadster mit drei Sitzen und eine Limousine mit vier Sitzen ergänzten die angebotenen Karosserieversionen. Eine Quelle meint, dass die Limousine zwar angeboten, aber nicht hergestellt wurde.

## Modellübersicht
| Jahr | Modell     | Zylinder | Leistung (PS) | Radstand (cm) | Aufbau                                                      |
| ---- | ---------- | -------- | ------------- | ------------- | ----------------------------------------------------------- |
| 1920 | Model A-20 | 6        | 55            | 300           | Tourenwagen 5-sitzig                                        |
| 1921 | Model A-21 | 6        | 55            | 300           | Tourenwagen 5-sitzig                                        |
| 1922 | Model A-22 | 6        | 55            | 300           | Tourenwagen 5-sitzig, Roadster 3-sitzig, Limousine 4-sitzig |